# Heimioporus
Genre
Heimioporus est un genre de champignons basidiomycètes de la famille des Boletaceae.

## Description
Le chapeau est petit. Sa surface est sèche, quelquefois elle peut devenir subviscidule, c'est-à-dire légèrement visqueuse avec l’humidité. Elle est subtomenteuse à subvelutineuse. La chair est blanche à jaune. Les tubes ne présentent pas de taches de coloration bleue. Ils ne sont que partiellement rattachés au pied (adnexés). Jaunes, ils présentent parfois une coloration bleue. Le pied est sec, très allongé, et parfois subpruineux. Il peut être réticulé, avec des crêtes parfois sublacérées. Le mycélium basal est blanc. La sporée est brun olive. Les spores sont alvéolées et réticulées. 

## Habitat
Les espèces du genre Heimioporus sont largement distribuées dans les forêts tropicales et subtropicales d'Asie orientale, comme au Japon et en Asie du Sud. Une espèce est connue en  Australie, au Mexique, au Belize et au Costa Rica ainsi qu'aux États-Unis (Ouest de la Virginie). Ils mycorhizent avec les Fagaceae, Dipterocarpaceae, Myrtaceae, Casuarinaceae.

## Liste des espèces et sous-genres
Selon MycoBank (27 janvier 2023) :
- Heimioporus alveolatus (R.Heim & Perr.-Bertr.) E.Horak, 2004
- Heimioporus anguiformis (R.Heim) E.Horak, 2004
- Heimioporus australis N.A.Fechner & Halling, 2015
- Heimioporus betula (Schwein.) E.Horak, 2004
- Heimioporus conicus N.K.Zeng & Zhu L.Yang, 2018
- Heimioporus cooloolae N.A.Fechner & Halling, 2015
- Heimioporus fruticicola (Berk.) E.Horak, 2004
- Heimioporus gaojiaocong N.K.Zeng & Zhu L.Yang, 2018
- Heimioporus ivoryi (Singer) E.Horak, 2004
- Heimioporus japonicus (Hongo) E.Horak, 2004
- Heimioporus kinabaluensis (Corner) E.Horak, 2004
- Heimioporus mandarinus (Ces.) E.Horak, 2004
- Heimioporus mirabilis (Murrill) E.Horak, 2004
- Heimioporus nigricans (M. Zang) E.Horak, 2004
- Heimioporus punctisporus (Corner) E.Horak, 2004
- Heimioporus retisporus (Pat. & C.F.Baker) E.Horak, 2004
- Heimioporus ridleyi E.Horak, 2004
- Heimioporus sinensis Ming Zhang, T.H.Li & X.N.Chen, 2019
- Heimioporus subcostatus Vadthanarat, Raspé & Lumyong, 2020
- Heimioporus subgen. Heimioporus E.Horak, 2004
- Heimioporus subgen. Punctispora (Corner) E.Horak, 2004
- Heimioporus subretisporus (Corner) E.Horak, 2004
- Heimioporus xerampelinus (M.Zang & W.K.Zheng) E.Horak, 2004

## Systématique
Le nom correct complet (avec auteur) de ce taxon est Heimioporus E.Horak, 2004.
Le basionyme de ce taxon est Heimiella Boedijn, 1951

## Publication originale
- (en) E. Horak, « Heimioporus E. Horak gen. nov. - replacing Heimiella Boedijn (1951, syn. post., Boletales, Basidiomycota) », Sydowia, Verlag Ferdinand Berger & Söhne (d), vol. 56,‎ 2004, p. 237-240 (ISSN 0082-0598, OCLC 1767032, lire en ligne). [2]